# Marquesado de Rodil
El título de Marqués de Rodil fue concedido por la reina gobernadora por Real Despacho de 23 de febrero de 1836 a favor de José Ramón Rodil y Gayoso, teniente general de los Ejércitos Nacionales. Su expediente personal y hoja de servicios se encuentra en el Archivo General Militar de Segovia.

## Biografía
Aunque se ha pretendido una sucesión de este título hasta nuestros días, lo cierto es que el teniente general murió soltero y el título no se sucedió.